# Bacchisa seclusa
Bacchisa seclusa là một loài bọ cánh cứng trong họ Cerambycidae.